# 曾夤
曾夤（1100年—？），福建路晋江县（今福建晋江市）人，北宋大臣，同平章事曾公亮長兄曾公度玄孙。

## 生平
曾夤中进士，政和四年十二月初四日（1115年1月1日）以曾夤为左卫将军、驸马都尉，选尚嘉德帝姬。同年十二月十三日（1115年1月10日）宋徽宗诏命曾夤去见太子少师、开府仪同三司郑绅。次年五月初五日（1115年5月30日）嘉德帝姬下嫁曾夤，用嘉礼新仪行盥馈之礼，皇后率宫闱送至府第之外，命妇免从。绍兴五年三月十二日（1135年4月26日）其母亲，普宁郡太夫人郭氏，请将曾夤的蔡州观察使转授亲侄修武郎郭珙，郭珙为福建路兵马都监、泉州驻札。绍兴三十年十月廿八日（1160年11月27日）郭氏又为孙女婿，敦武郎徐公选，请求差遣。